# خطاب نوايا

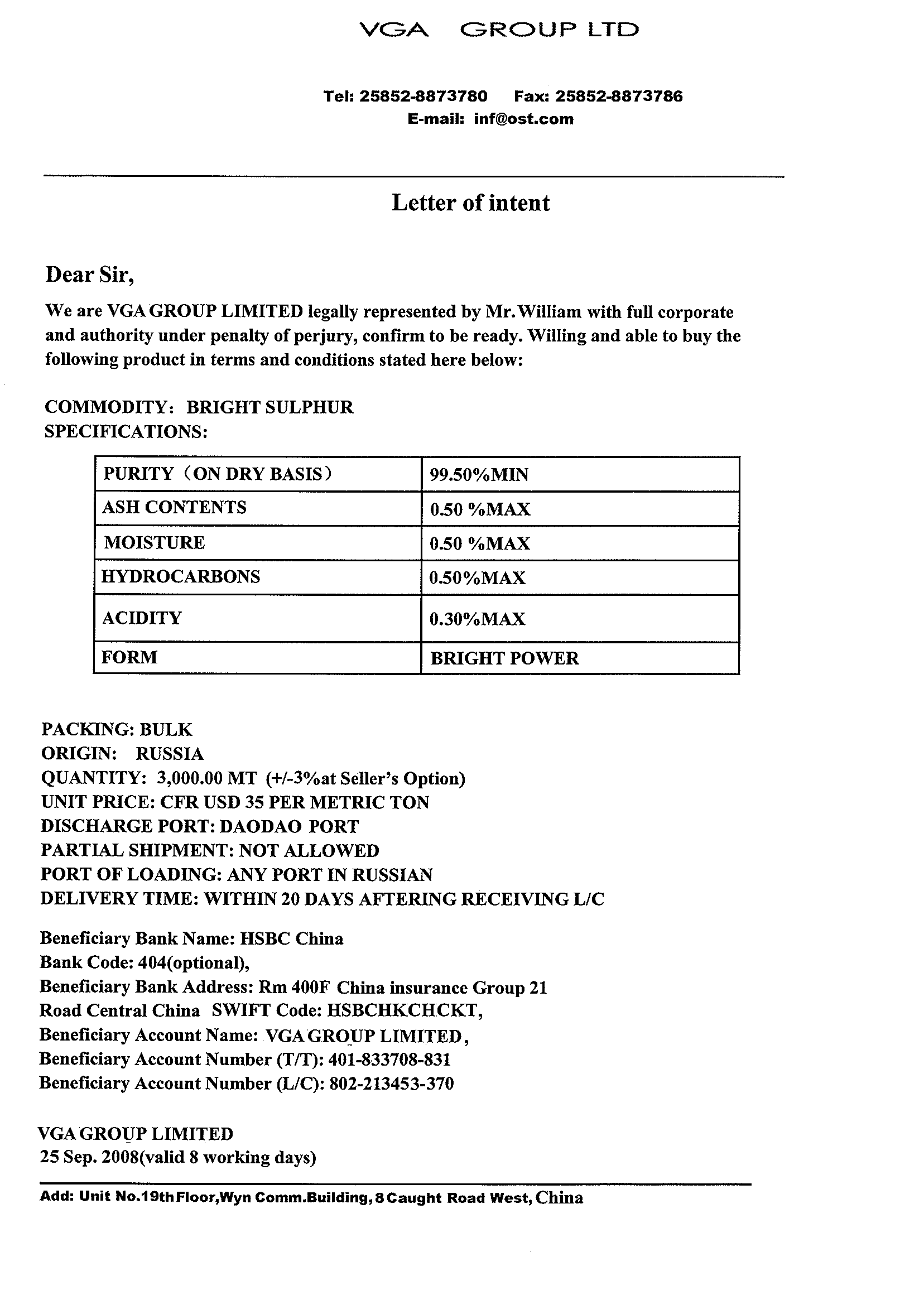

خطاب النوايا أو Lol، (بالإنجليزية: Letter of intent)‏، هو مستند يحدد اتفاق بين طرفين أو أكثر، قبل صياغته بصورة نهائية. وهو مفهوم مماثل لما يسمى أساسيات ‏ الاتفاق. وهذه الاتفاقات قد تكون اتفاقات شراء الأصول، واتفاقيات شراء الاسهم، واتفاقات المشاريع المشتركة وإجمالا جميع الاتفاقات التي تهدف إلى إبرام صفقة مالية كبيرة.
وقد يشار أيضا إلى خطاب النوايا بمذكرة تفاهم، ورقة شروط أو ورقة مناقشة. على الرغم من أن الشروط تشير إلى وثائق مختلفة، وغالبا ما تأخذ الاختلافات طابع رسمي، وتعكس مختلف أنماط الصياغة أو الأعراف التجارية، وليست اختلافات جوهرية في ما تنجزه هذه الوثائق المتعددة.
ومع ذلك هناك اختلافا بين خطاب النوايا، وومذكرة التفاهم التي بموجبها يكون خطاب النوايا هو نية أحد الطرفين تجاه الآخر، وفي هذه الحالة لا يلزم التوقيع من كلا الطرفين، في حين أن مذكرة التفاهم هي اتفاق بين طرفين أو أكثر، والتي يجب توقيعها من قبل جميع الأطراف لتكون صحيحة.
و خطابات النوايا تشبه العقود المكتوبة، ولكنها عادة لا تكون ملزمة للطرفين في مجملها. ومع ذلك فإن العديد منها يتضمن أحكام ملزمة.. مثل: اتفاق بعدم افشاء المعلومات، والتعهد بالتفاوض بحسن نية، أو التعهد بعدم التسويق، وتكون الحقوق مقصورة على المفاوض. وقد يفسر خطاب النوايا أيضا بأنه ملزم لجميع الأطراف، إذا كان يشبه العقد الرسمي بصورة كبيرة.

## أهداف خطاب النوايا قد تكون
- توضيح النقاط الرئيسية في صفقة معقدة من أجل راحة الطرفين.
- الإعلان الرسمى أن الأطراف تتفاوض الآن، كما هو الحال عند عرض مشروع مشترك أومدمج.
- تقديم ضمانات في حال انهيار الاتفاق خلال المفاوضات

## أمثلة محددة
- التعليم. في الولايات المتحدة، خطابات النوايا غالبا ما يتم توصيلها بين كبار الرياضيين في المدارس الثانوية وبين الكليات والجامعات، التي تقدم بدورها منح رياضية للرياضيين عند التخرج.
- الأوساط الأكاديمية. تكون خطابات النوايا قي المحيطات الأكاديمية جزء من طلبات التقديم. وتعرف أيضا باسم بيان الغرض أو مقال التقديم.
- الالتماس. خطاب النوايا يوصى به بشكل كبير لكنه ليس مطلوبا أو ملزما، ولا يدخل قي مراجعة الطلب التالى. والمعلومات التي يتضمنها تسمح لموظفي الحكومة بتقدير حجم العمل المحتمل وتخطيط المراجعة. LOI، letter of inten، Grant Solicitation (PDF)، مؤرشف من الأصل (PDF) في 2021-04-20، اطلع عليه بتاريخ 2008-05-21

- متحدى الإعاقة. خطاب النوايا للطفل هو وثيقة مكتوبة من قبل الوالدين أو الأوصياء، والتي تصف تاريخ الطقل أو الطفل البالغ، ووضعه الراهن، ومركز جميع الوثائق الأخرى. في حال وفاة أبوى الطفل المعاق أو أوصيائه، تعتمد المحاكم على خطاب النوايا الخاص بعائلته لمعرفة رغبات الأسرة.
- المدارس. يحتاج مدراء المدارس، وخاصة في المدارس الثانوية، إلى خطاب نوايا للموافقة على تشكيل نادي.
- العقاراتفي الحالات التي لا تكون الممتلكات العقارية المقصودة ليست مدرجة في النظام متعدد الأطراف أو مدرجة مع سمسار، قد لا تكون هناك طريقة سهلة لإخطار المالك بهذه الممتلكات والأطراف الأخرى المهتمة ولديها نية الشراء. وغالبا ما يكون ضروريا أن تبدأ رسميا في عملية الشراء والسماح لجميع الأطراف المحيطة المهتمة ببدء أي عمليات أخرى (كقرض مثلا بملايين الدولارات لمشروع عقاري تجاري قد يتطلب خطاب نوايا قبل أن تسمح إحدى المؤسسات المالية للموظفين بقضاء الوقت في العمل على هذا القرض) لازمة لإتمام عملية البيع.
- ومن اجل الاستمرار قي توظيف الاسهم الكبرى لطلائع الرياضيين بالكلية خلال فرص متكافئة ونزيهة، فمختلف الألعاب الرياضية لها يوم للتوقيع عندما يصبح اللاعبين مؤهلين لتوقيع خطابات النوايا مع مدارس متعددة.